# Mezia rufa
Mezia rufa é uma espécie de planta da família Malpighiaceae e do gênero Mezia.  

## Taxonomia
O táxon foi descrito oficialmente em 1981 por William Russell Anderson. 